# Coppa della Melanesia 1990
La Coppa della Melanesia 1990 (1990 Melanesia Cup) fu la terza edizione della Coppa della Melanesia, competizione calcistica per nazione organizzata dalla OFC. La competizione si svolse in Nuova Caledonia dal 1 novembre al 8 novembre 1990 e vide la partecipazione di cinque squadre: Figi, Isole Salomone, Nuova Caledonia, Papua Nuova Guinea e Vanuatu.

## Formula
- Qualificazioni

Nessuna fase di qualificazione. Le squadre sono qualificate direttamente alla fase finale.
- Fase finale

Girone unico - 5 squadre: giocano partite di sola andata. La prima classificata si laurea campione della Melanesia.

## Squadre partecipanti
| Pr. | Squadra            | Data di qualificazione certa | Partecipante in quanto                                         | Partecipazioni precedenti al torneo | Ultima presenza |
| --- | ------------------ | ---------------------------- | -------------------------------------------------------------- | ----------------------------------- | --------------- |
| 1   | Nuova Caledonia    | -                            | Rappresentativa della nazione organizzatrice della fase finale | 2 (1988, 1989)                      | Figi 1989       |
| 2   | Figi               | -                            | Qualificata di diritto                                         | 2 (1988, 1989)                      | Figi 1989       |
| 3   | Isole Salomone     | -                            | Qualificata di diritto                                         | 2 (1988, 1989)                      | Figi 1989       |
| 4   | Papua Nuova Guinea | -                            | Qualificata di diritto                                         | 1 (1989)                            | Figi 1989       |
| 5   | Vanuatu            | -                            | Qualificata di diritto                                         | 2 (1988, 1989)                      | Figi 1989       |

Nella sezione "partecipazioni precedenti al torneo", le date in grassetto indicano che la nazione ha vinto quella edizione del torneo, mentre le date in corsivo indicano la nazione ospitante.

## Fase finale

### Girone unico

#### Classifica
| Pos | Squadra            | P.ti | G | V | N | P | GF | GS | DR |
| --- | ------------------ | ---- | - | - | - | - | -- | -- | -- |
| 1   | Vanuatu            | 6    | 4 | 2 | 2 | 0 | 4  | 2  | +2 |
| 2   | Nuova Caledonia    | 5    | 4 | 2 | 1 | 1 | 5  | 3  | +2 |
| 3   | Figi               | 5    | 4 | 1 | 3 | 0 | 2  | 1  | +1 |
| 4   | Isole Salomone     | 4    | 4 | 1 | 2 | 1 | 3  | 4  | -1 |
| 5   | Papua Nuova Guinea | 0    | 4 | 0 | 0 | 4 | 1  | 5  | -4 |

#### Risultati
| 1 novembre 1990 | Figi | 0 – 0 | Isole Salomone |  |

| 1 novembre 1990 | Nuova Caledonia | 0 – 1 | Vanuatu |  |

| 3 novembre 1990 | Isole Salomone | 1 – 1 | Vanuatu |  |

| 3 novembre 1990 | Papua Nuova Guinea | 1 – 2 | Nuova Caledonia |  |

| 5 novembre 1990 | Nuova Caledonia | 0 – 0 | Figi |  |

| 5 novembre 1990 | Papua Nuova Guinea | 0 – 1 | Vanuatu |  |

| 6 novembre 1990 | Vanuatu | 1 – 1 | Figi |  |

| 6 novembre 1990 | Isole Salomone | 1 – 0 | Papua Nuova Guinea |  |

| 8 novembre 1990 | Papua Nuova Guinea | 0 – 1 | Figi |  |

| 8 novembre 1990 | Nuova Caledonia | 3 – 1 | Isole Salomone |  |